# Konventionen i Olkijoki
| Carl Johan Adlercreutz |  | Nikolaj Kamenskij |
| Carl Johan Adlercreutz |  | Nikolaj Kamenskij |

Konventionen i Olkijoki var den överenskommelse som slöts den 19 november 1808 mellan Sverige och Ryssland under finska kriget. Olkijoki är en by som i dag ligger i Brahestad.

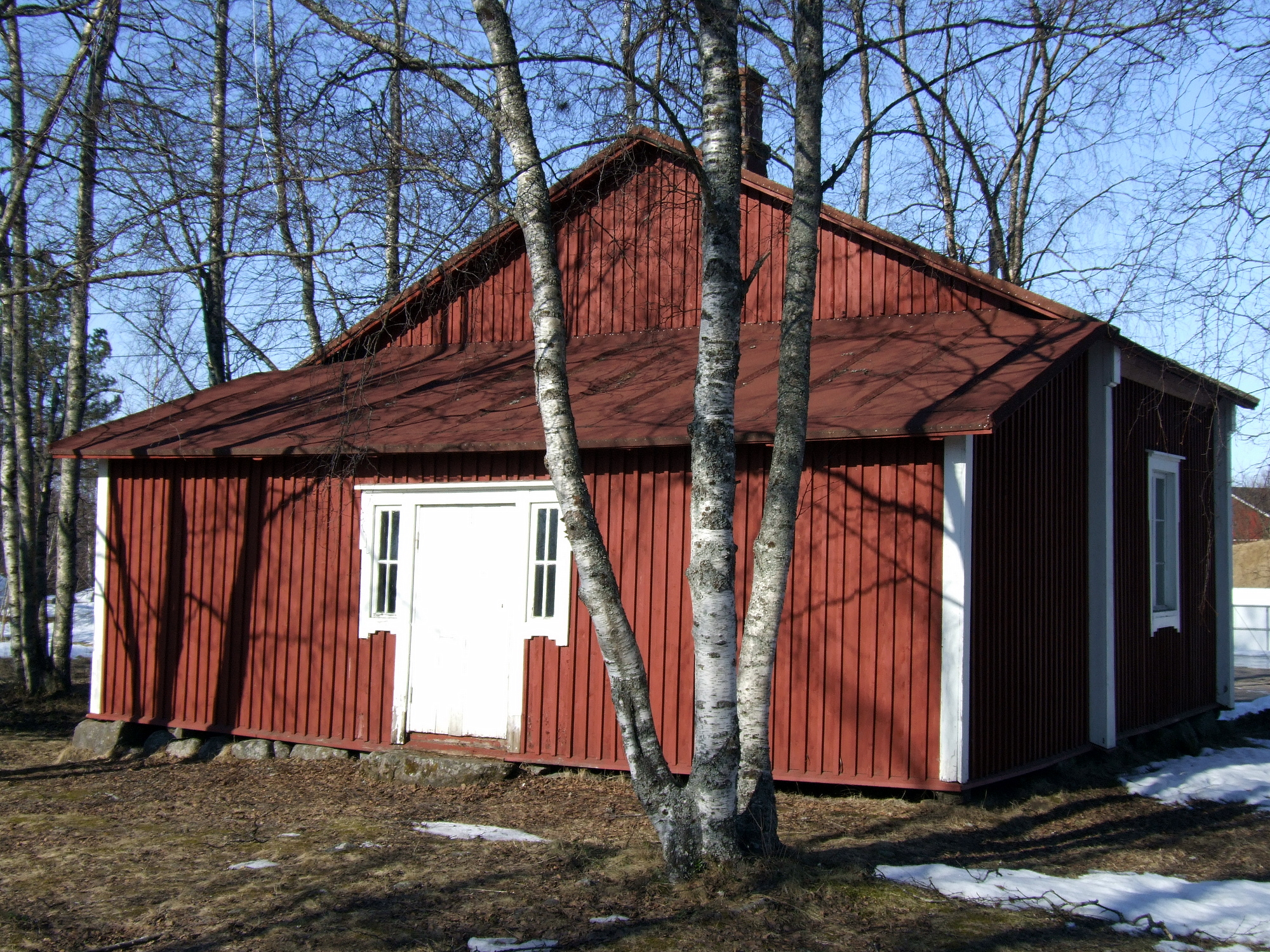
I Olijokis gästgivargård, varav en del bevarats som museet Olkijoki fredspörte, undertecknade parterna avtalet.

Dåligt väder och brist på förnödenheter satte sin prägel på de båda arméerna i högre grad än tidigare, vilket ledde till att den svenske generalmajoren friherre Carl Johan Adlercreutz, med befälhavaren Karl Nathanael af Klerckers godkännande, tog initiativ till förhandlingar. Han träffade den ryske befälhavaren, generallöjtnanten greve Nikolaj Kamenskij och tillsammans arbetade de fram villkoren som i sammanfattning innebar att:
1. Svenska styrkorna utrymmer Uleåborgs stad inom 10 dagar och Ryssland övertar staden den 30 november.
2. Alla svenska styrkor retirerar till väster om Kemi älv. Tidsfristen medger fördröjning på grund av islossning med mera.
3. Svenska styrkorna får inte förstöra, ge bort eller sälja materiel eller förnödenheter som de blir tvungna att lämna kvar.
4. Allt kvarlämnat materiel och förnödenheter tillfaller ryska armén
5. Ingen personal eller materiel får bortföras från finska administrativa enheter.
6. Alla tjänstemän och andra invånare från de tidigare evakuerade områdena ska, med  medgivande, tillåtas återvända med tillhörigheter.

Konventionen undertecknades den 19 november av Adlercreutz och Kamenskij. Dagen efter godkändes konventionen av ”Grefve Buxhoevden Gen. befälhafvare för kejserl. Ryska arméen”. Överenskommelsen innebar den slutliga svenska reträtten från Finland.